# Hugo Klönne
Hugo Klönne (* 1845; † 1894) war ein deutscher Stilllebenmaler.

## Leben
Klönne, Mündel von Alexander Klönne aus Wesel, studierte 1865/1866 am Polytechnikum Zürich. 1866/1867 war er für ein Wintersemester an der philosophischen Fakultät der Universität Zürich immatrikuliert. Die Universität verließ er mit Zeugnis vom 31. August 1867. Greifbar ist er in den 1880er und 1890er Jahren als Stilllebenmaler in Düsseldorf. Dort war er insbesondere für seine Jagdstillleben bekannt. In den Jahren 1886, 1888, 1890 und 1892 beschickte er die Berliner Akademie-Ausstellungen.